# Vologaz III. Partski
Vologaz III. Partski (arm. Վաղարշ) je bio vladarom Partskog Carstva. Pretenridrao je na partsko prijestolje oko 105. godine, za zadnjih dana Pakora II. (80. – 105.). Vladao je istočnim dijelom Carstva od 105. do 147. godine. 
Vologases III. je tijekom svog vladanja partskom državom također je bio rimski klijentski kralj Armenije od 117./118. do 144. godine. U brojanju armenskih kraljeva poznat je kao Vologaz I. odnosno Vagharš I. Ovo je razdoblje bilo jednim od građanskih ratova u partskoj državi. U mladim fazama svog carevanja Vologaz III. borio za prijestolje sa zakonitim nasljednicima Pakora II. Hozrojem I. (105.–116. i 117.–129.), Partamaspatom (116.–117.) i Mitridatom IV. (129.–140.) koji je vladao Mezopotamijom. Budući da su bili zauzeti sukobima s Rimljanima, posebice kad ih je napao rimski car Trajan (98.–117.), nisu bili u mogućnosti učinkovito se suprotstaviti Vologazu III.
Nakon smrti Hozroja I., proširio je svoju vlast na najveći dio Partske, no morao se boriti s Mitridatom IV., upadima nomadskih Alana u Kapadociju, Armeniju i Mediju te oko 140. godine pobunom u Iranu koju je predvodio nepoznati uzurpator. Nakon što je umro, partske je zemlje ponovo ujedini Vologaz IV. Partski (147.–191.), sin Mitridata IV, njegova takmaca. 144. je godine armensko prijestolje iz nepoznata razloga dodijeljeno Sohemu Armenskom.